# Relaciones Lituania-Ucrania
Las relaciones Lituania-Ucrania son las relaciones bilaterales entre las repúblicas de Lituania y Ucrania. Lituania tiene una embajada en Kiev y un consulado honorario en Leópolis. Ucrania tiene una embajada en Vilna y 3 consulados honorarios (en Klaipėda, Šalčininkai y Visaginas).

## Historia

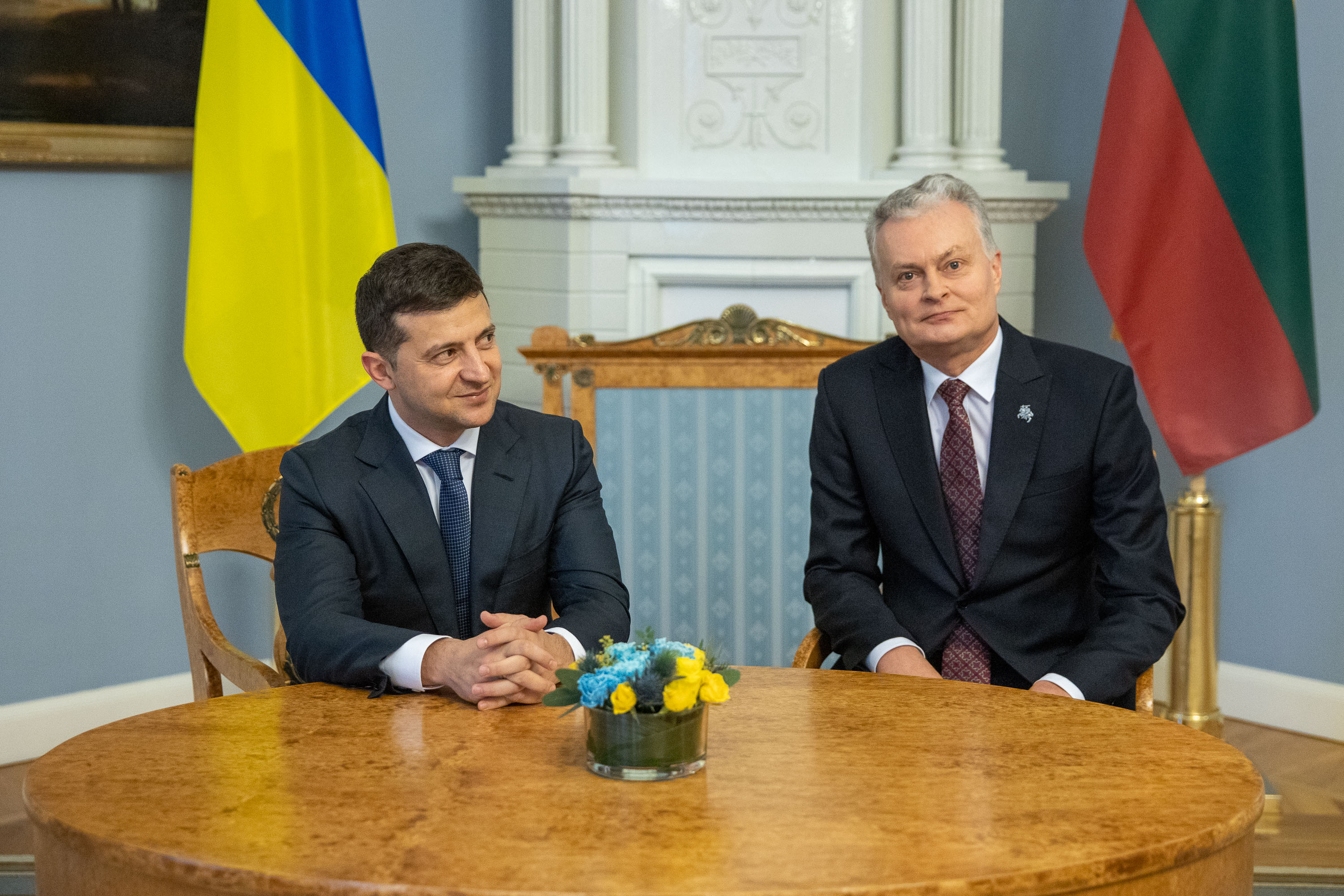
El presidente ucraniano Volodímir Zelenski reunido con el presidente lituano Gitanas Nausėda en Vilnius

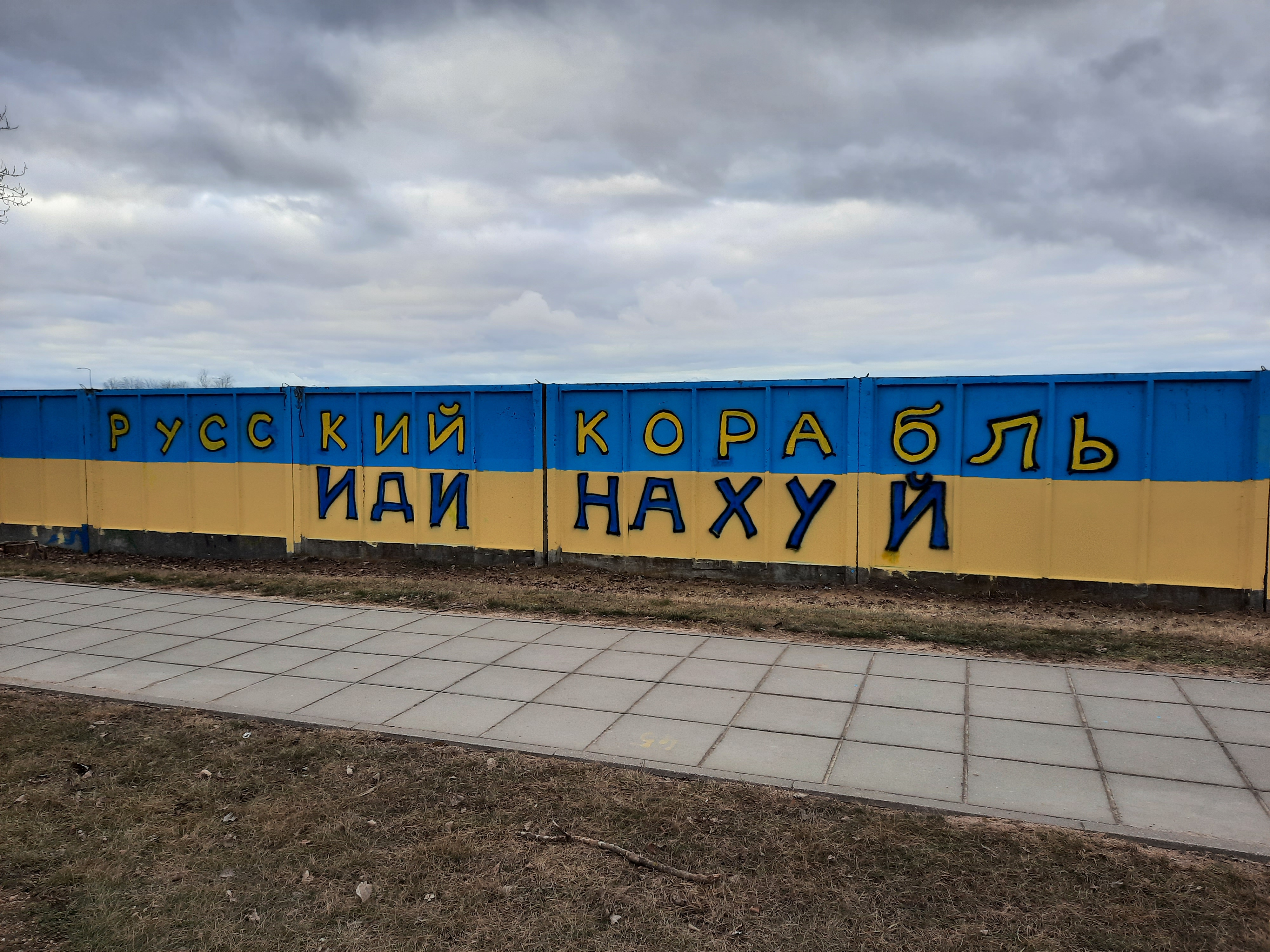
"Buque de guerra ruso, vete a la mierda" graffiti que apoya a Ucrania, en Kaunas, Lituania.

Desde el gobierno de Gediminas en los años 1300 gran parte de Ucrania era parte del Gran Ducado de Lituania. Entre 1569 y 1795 Polonia y Lituania formaron la Mancomunidad de Polonia-Lituania que incorporó gran parte de lo que ahora es Ucrania. Antes de 1918 ambos países formaban parte del imperio ruso y hasta 1991 parte de la URSS.
En noviembre de 2009 se firmaron varios acuerdos, entre ellos el reconocimiento mutuo de títulos universitarios y la cooperación en la conservación del patrimonio cultural; además, Lituania prometió asistencia a Ucrania en sus aspiraciones de convertirse en miembro de la Unión Europea.
En 2014, la presidenta lituana Dalia Grybauskaitė expresó su apoyo a Ucrania tras la Guerra ruso-ucraniana. En enero de 2015, Lituania solicitó una reunión del Consejo de Seguridad de las Naciones Unidas debido a la el conflicto en curso en el este de Ucrania. Más tarde, Vytautas Landsbergis declaró que cree que el Acuerdo de Minsk es "peor que el de Munich".
En 2021, el presidente ucraniano Volodímir Zelenski señaló la importancia del apoyo de Lituania a las aspiraciones de Ucrania Unión Europea y OTAN, mientras que el presidente lituano Gitanas Nausėda señaló que Lituania apoya el progreso de Ucrania. y da la bienvenida a las reformas en Ucrania.
Tras el inicio de la Invasión rusa de Ucrania de 2022, Lituania condenó enérgicamente la invasión y pidió ayuda militar, económica y humanitaria para Ucrania. En el preludio de la invasión, el 13 de febrero de 2022, Lituania envió FIM-92 Stinger sistemas de misiles antiaéreos y municiones a Ucrania. La ayuda militar continuó y, según el Ministerio de Defensa Nacional de Lituania, el 26 de abril de 2022 la ayuda militar ascendía a 100 millones de euros.

## Resumen
Según el censo de 2016, 17 679 ucranianos étnicos vivían en Lituania, principalmente en Vilnius, Kaunas, Klaipėda, Šiauliai, Jonava, y Visaginas. Además, Lituania es un destino popular para los inmigrantes ucranianos y más de 21.800 ucranianos tienen permisos de residencia laboral. Los ucranianos evalúan a Lituania positivamente.
Más de 7.000 lituanos étnicos viven en Ucrania y están representados por la organización de la comunidad lituana de Ucrania allí. Lituania apoya constantemente a Ucrania en la Guerra Ruso-Ucraniana.

## Diplomacia
- Lituania tiene una embajada en Kiev.
- Ucrania tiene una embajada en Vilna.